# Esimbi jezik
Esimbi jezik (aage, age, bogue, essimbi, isimbi, mburugam, simpi; ISO 639-3: ags), jezik skupine Tivoid, šire južnobantoidne skupine kojim govori oko 20 000 ljudi (1982 SIL) u Kamerunu u provinciji Northwest i manjim dijelom u nigerijskoj državi Taraba.
U Kamerunu je uz engleski i francuski jedan od službenih jezika.

## Vanjske poveznice
- Ethnologue (14th)
- Ethnologue (15th)